# Revolta d'Ingilena
La revolta d'Ingilena és el nom donat a la revolta de la noblesa i la població armènia contra el decret que obligava a la seva conversió al mazdeisme.
El 449 un edicte general de persecució fou emes pel rei de Pèrsia, on s'exigia als armenis convertir-se al mazdaisme. Els nakharark i el patriarca Hovsep van rebutjar la conversió. Es va exigir als nakharark unes pregàries en direcció al sol dirigides als principals deus del panteó mazdaista: Zurvan, Ohmard, Mihr (el sol), Adhur (el foc) i Bedukht (Den mazdayasr, és a dir la religió mazdaista en forma humana) i els nakharark van haver d'accedir, assistits pels clergues mazdaistes maghan (mags) i mobadhs (prelats) que els acompanyarien de tornada per convertir al poble. Però al cap de poc d'arribar a Armènia i començar les predicacions i les construccions de temples, el poble es va aixecar a Ingilena instigat pels bisbes (finals del 449) i la revolta es va estendre a altres districtes però no fou general.
El net de l'antic patriarca Sant Isaac, Vardanes I Mamiconi, va anar a l'Imperi Romà d'Orient, però quan estava de camí Vasaces de Siània, príncep hereditari de Siunia i marzban d'Armènia (442-452) el va fer cridar. Baanes Amatuní li demanava al marzban que agafés la direcció de la revolta, que Vasaces no podia agafar perquè tenia dos fills com a ostatges. Finalment Vardanes va anar a Anggh on va decidir encapçalar la revolta. Les forces dels nakharark que es van unir a la revolta es van concentrar a Shahapivan. El governador Vasaces va quedar sorprès per l'amplada de la revolta, i es va veure forçat a unir-se als revoltats per no quedar aïllat. Els mags foren arrestats arreu, i molts executats, i les guarnicions foren sorpreses i massacrades. Entre les ciutats preses pels rebels hi havia Artàxata, Oixakan, Van i d'altres.
Els perses van reaccionar i un exèrcit que estava a la regió de Derbent lluitant contra els huns es va desplaçar cap Armènia i es va acantonar a Aghuània, a la frontera amb terres armènies. Per la seva banda els rebels van demanar ajuda a l'Imperi Romà d'Orient, on Marcià acabava de succeir a Teodosi II. Però Marcià, sota consell del cap de la milícia d'orient, Anatol, i del comites d'orient (amb seu a Antioquia) Florentius, va preferir mantenir la neutralitat, enfrontat com estava als huns (acampats a Hongria i Romania).
Els rebels es van organitzar en tres exèrcits: el primer a les ordres de Nershapuh Remposian, s'encarregaria de defensar el sud-est (districtes d'Her i Zaravand); el segon, sota ordres de Vardanes Mamiconi, el nord-est, a tocar d'Aghuània; i el tercer va quedar a les ordres de Vasaces de Siània. Les forces del darrer estaven formades pels nakharar més indecisos (Bagratuní, Khorkhoruni, Apahuni, Vahevuní, Paluni, Gabelian i Urdz).
Els perses van entrar al país creuant el Kura i van acampar a la riba del Khalkhal, encara a l'Aghuània. Allí els va atacar Vardanes, que els va derrotar. Vardanes va perseguir els perses fins a Derbent, d'eon va expulsar la guarnició persa, i que va entregar als aghuans. Un tractat d'amistat fou signat amb els huns que dominaven des del Caucas a La Gàl·lia.
Però mentre Vasaces va trair als rebels amb una part de la noblesa i va fer ostatges entre les cases més hostils, com els Mamiconis i els Camsaracans, ostatges que va tancar a alguna fortalesa de Siunia. Vasaces dominava Garní (prop d'Erevan), Oixakan, Armavir i Artàxata.
En tornar Vardanes, Vasaces va evacuar la regió que dominava, bàsicament l'Airarat, i es va retirar a la Siunia, que l'any següent va ser envaïda per Vardanes (451). Vasaces va passar a Pèrsia. Es va entrevistar amb Yazdgard II i va aconseguir un edicte de tolerància i una amnistia pels rebels, i així va tornar a Armènia on molts nakharark es van passar al seu bàndol (Reixtuní, Khokhoruni, Vahevuní, Bagratuní, Apahuni, Gabelian, Urdz, Baluni i Amatuni).
Els perses però no van tardar a enviar un exèrcit a Armènia (maig del 451) per liquidar als rebels de Vardanes. Van creuar el Kura i van entrar a Phaitakaran, encara en territori d'Aghuània. Vardanes va donar la direcció de les famílies traïdores a germans, fills o nebots que estaven disposats a seguir-lo. Els perses van passar poc després a territori armeni pel sud-est, districtes d'Her i Zarevand. Vardanes els va sortir a l'encontre i la batalla decisiva es va lliurar a la vora del Artaz, prop de la vila d'Avarair (2 de juny de 451). A la batalla, guanyada pels perses, va morir Vardanes. Vasaces, que participà en el costat persa, es va proposar al final de la batalla com a mediador per posar fi a la lluita.
La resistència posterior es va desenvolupar a les muntanyes sobretot a Khaltiq (a l'oest de la Còlquida), al Timoriq, al Artsakh i sobretot al Taik, a tocar de territori romà, i on secretament arribava ajuda romana d'Orient. Maictes Mamiconi, germà de Vardanes, que acabava de tornar de Constantinoble i es trobava a Taik, va assumir la direcció de la rebel·lió local junt amb Arten Kabelian i Vaz-Shapuh Paluni, però va morir en un combat contra tropes de Vasaces prop d'un llogaret anomenat Ordtxenhal (potser Artanudj) entre Taik i la Klardjètia.
Veient impossible eliminar el cristianisme d'Armènia i fer cap transacció amb els nakharark rebels, el rei Yadzgard II de Pèrsia va destituir a Vasaces (vers 452) i va nomenar al seu lloc a un iranià de nom Adhur-Hormidz, conegut a les cròniques armènies con Adrormizd. La seva política fou de tolerància religiosa. Va convocar als bisbes cristians que hi van anar quasi tots, i fins i tot el príncep Vasaces de Siània li va enviar al patriarca Hovsep d'Holotzim, el bisbe Lleonci (Levond), i dos bisbes de la regió d'Aratz de noms Samuel i Abraham, que tenia presoners a un dels seus castells de Sinuia (als joves prínceps de les cases dels Mamiconis i Camsaracans que tenia com a ostatges els va enviar a Pèrsia).
El nou marzban va enviar les queixes dels bisbes i dels nobles a la cort de Pèrsia amb una delegació de nobles. Precisament allí havia anat Vasaces de Siània esperant rebre la corona d'Armènia. Els nobles el van acusar d'haver pactat amb ells secretament, d'haver pactat amb els huns i d'altres infidelitats al rei. El rei Yazdgard III el va fer empresonar i el va tancar a una masmorra insalubre on va morir ràpidament.
El rei persa va retenir com a ostatges molts nobles del partit nacional armeni, i va exercir represàlies contra alguns eclesiàstics como Samuel i Abraham (decapitats), Thathik de Basean (deportat a Assíria i decapitat més tard) i el patriarca Hovsep. El Eran-ambaraghbadh (administrador de magatzems) del rei, Vehden-Shahpuhr, fou encarregat de processar al patriarca, a Lleonci o Levond d'Itshavan i altres bisbes. En canvi a Armènia el marzban continuava la tolerància. Les dues coses combinades van suposar el final de la revolta.